# Dianthidium dubium
Dianthidium dubium là một loài Hymenoptera trong họ Megachilidae. Loài này được Schwarz mô tả khoa học năm 1928.